# 馮時雨 (隆慶進士)
馮時雨（1534年—？），字化之，直隸蘇州府長洲縣民籍崑山縣人，明朝政治人物。

## 生平
隆慶元年（1567年）丁卯科應天府鄉試第一百四名舉人。隆慶二年（1568年）聯捷戊辰科會試第一百九十名，三甲第四名進士。选授户科给事中，六年七月升户科右，再进户科左，巡視光祿寺，万历元年（1573年）三月升湖广右参议，七年十一月復除河南右参议，八年正月升浙江副使，十年十一月升湖广右参政，十二年七月升浙江按察使。

## 家族
曾祖馮昌；祖父馮魁；父馮瑛，母馬氏。具庆下。弟時中、時行、時泰。